# Duplaspidiotus quadriclavatus
Duplaspidiotus quadriclavatus är en insektsart som först beskrevs av Green 1905.  Duplaspidiotus quadriclavatus ingår i släktet Duplaspidiotus och familjen pansarsköldlöss.
Artens utbredningsområde är Sri Lanka. Inga underarter finns listade i Catalogue of Life.